# علم جمهورية طاجيكستان الاشتراكية السوفيتية
كان علم جمهورية طاجيكستان الاشتراكية السوفيتية العلم السوفياتي الأحمر مع شريطين أبيض وأخضر أسفل المطرقة والمنجل الذهبيتان، بأبعاد: 2/1 للشريط الأحمر العلوي، 5/1 للشريط الأبيض، 10/1 للشريط الأخضر، 5/1 للشريط الأحمر السفلي. وقد تبنى العلم الألوان الإيرانية؛ الأحمر والأبيض والأخضر، كإشارة إلى ثقافة الجمهورية المنحدرة من الثقافة الفارسية.[بحاجة لمصدر] اُعتُمد العلم في 20 مارس 1953 بموجب مرسوم من مجلس السوفيت الأعلى لجمهورية طاجيكستان الاشتراكية السوفيتية.
يمثل اللون الأحمر وحدة الجمهورية وجانب ثورة العمال، أما الأبيض فيمثل إنتاج القطن، مصدر الزراعة الطاجيكية وكان اللون الأخضر الممثل بالنسبة للمنتجات الزراعية الأخرى.
بعد عام 1953، حصل العلم على الجانب العكسي (النسخة الاحتياطية) الفريد منه. كان الجانب العكسي للعلم هو نفس العلم باستثناء أنه كان يفتقر إلى المطرقة والمنجل ذات اللون الأصفر. في عام 1991، بعد أن أصبحت طاجيكستان دولة مستقلة، اُستُخدمّت النسخة الاحتياطية كعلم وطني حتى جرى تصميم علم جديد واعتمد في عام 1992.

## الإصدارات السابقة من العلم
صدر أول علم طاجيكي على وجه التحديد في 1929. وقبل ذلك، كانت طاجيكستان جزءاً من بخارى الاشتراكية السوفيتية (التي انتقلت جزئياً إلى جمهورية تركستان الاشتراكية السوفيتية في 1924)؛ قبل الثورة الروسية كانت جزءاً من إمارة بخارى (منذ عام 1873 عندما كانت محمية تابعة للإمبراطورية الروسية).
كانت النسخ الأولى من علم جمهورية طاجيكستان الاشتراكية السوفياتية، التي اعتمدت في 23 فبراير 1929، جميعها حمراء واحتوت على شعار الدولة في أعلى الزاوية اليسرى.
أُضيف نص سريلي إلى هذا العلم في 25 فبراير 1931 وفي 4 يوليو 1935، تغير العلم مرة أخرى، بإضافة المطرقة والمنجل.
في 1937، وُضع نص يحمل اسم الدولة الطاجيكي بالحروف اللاتينية (RSS Toçikiston) على العلم الأحمر.
في 1940، تغيرت قواعد كتابة اللغة الطاجيكية ومنذ ذلك الحين بدأت كتابتها بالأبجدية السيرلية. وقد أدى ذلك إلى تغيير في النص المكتوب على العلم، الذي أصبح يضم بعد هذا التغيير إضافة إلى المنجل والمطرقة، النص (РСС Тоҷисстон) الذي يمثل اختصارة (لجمهورية طاجيكستان الاشتراكية السوفيتية). كما أُضيف نص يحمل اسم البلد باللغة الروسية (Таджикская ССР).
|  | 23 فبراير 1929 – أبريل 1929                                                | أول علم لجمهورية طاجيكستان الاشتراكية السوفيتية ذات الحكم الذاتي | اعتمد في 23 فبراير 1929، مع شعار الدولة في الزاوية العلوية اليسرى.                                                                                     |
|  | أبريل 1929 – 24 فبراير 1931                                                | علم جمهورية طاجيكستان الاشتراكية السوفيتية ذات الحكم الذاتي      | |
|  | 24 فبراير 1931 – 04.07.1935                                                | علم جمهورية طاجيكستان الاشتراكية السوفيتية                       | نص لاتيني (ç.i.ş.toç) |
|  | 04.07.1935 – 26 مايو 1936                                                  | علم جمهورية طاجيكستان الاشتراكية السوفيتية                       | نص لاتيني (ÇSS Tocikiston) |
|  | 26 سبتمبر 1936 – 1938                                                      | علم جمهورية طاجيكستان الاشتراكية السوفيتية                       | نص لاتيني (ÇSS Tocikiston) ونص سيريلي إضافة إلى المطرقة والمنجل                                                                                        |
|  | 1938 – 28 سبتمبر 1940                                                      | علم جمهورية طاجيكستان الاشتراكية السوفيتية                       | نص لاتيني (RSS Tocikiston) وسريلي |
|  | 28 سبتمبر 1940 – 1953                                                      | علم جمهورية طاجيكستان الاشتراكية السوفيتية                       | نص سيريلي فقط، باللغة الطاجيكية (РСС Тоҷикистон) وبالروسية (Таджикская ССР).                                                                           |
|  | 20 أبريل 1953 – 9 سبتمبر 1991                                              | علم جمهورية طاجيكستان الاشتراكية السوفيتية                       | علم أحمر مع شريط أبيض كبير وشريط أخضر صغير في الوسط (أسفل المطرقة والمنجل الذهبية). تمثل الألوان إشارة إلى ثقافة الجمهورية المتأثرة بالثقافة الفارسية. |
|  | 20 أبريل 1953 – 24 نوفمبر 1992 (الاحتياطي) 10 سبتمبر 1991 – 24 نوفمبر 1992 | علم جمهورية طاجيكستان الاشتراكية السوفيتية                       | بدون المطرقة والمنجل، وهو أيضاً النسخة الاحتياطية. عقب أحداث الانقلاب الفاشل في موسكو، أعلنت طاجيكستان استقلالها عن الاتحاد السوفيتي.                   |

بعد الاستقلال في 9 سبتمبر 1991، ظل الجانب العكسي لعلم الطاجيك الاشتراكية السوفيتية قيد الاستخدام كعلم لطاجيكيستان حتى تبنت علم طاجيكي جديد في نوفمبر 1992، لتصبح آخر بلد في الاتحاد السوفيتي بعد انهياره تحصل على علم جديد تماماً.